# Ravine à Jacques
La Ravine à Jacques est une ravine de l'île de La Réunion, département d'outre-mer français dans le sud-ouest de l'océan Indien. Le cours d'eau intermittent qui y a son lit coule du sud-ouest vers le nord-est sur le territoire de la commune de Saint-Denis.